# Hedevig Winther
Hedevig Margrethe Winther (24. juni 1844 i Roskilde – 20. januar 1926 på Frederiksberg) var en dansk maler og forfatter.

## Virke
Hun var datter af sognepræst i Stigs Bjergby og Mørke Sogne Adolph Winther {1812-1866), en broder til Otto Baches moder, og Johanne Ludovica Cathrine f. Lehmann (1816-1876), som var søskendebarn til maleren Edvard Lehmann. Allerede som barn skrev Winther fortællinger samt tegnede og modellerede. Hendes lyst til tegning påvirkedes ved besøg af de nævnte slægtninge, der var kunstnere. Først efter faderens død, da moderen flyttede til København, fik hun lejlighed til at nyde regelmæssig undervisning, dels hos de nævnte frænder, dels hos P.C. Skovgaard og i Vilhelm Kyhns tegneskole. I 1876 foretog hun en udenlandsrejse til Norditalien. Winther udstillede 1883, 1885-86, 1889 og 1893 på Charlottenborg Forårsudstilling som landskabsmaler og optrådte også som forfatterinde. Med tiden fokuserede hun helt på sit forfatterskab og neddroslede maleriet.
Hun var ugift og er begravet på Vestre Kirkegård.

## Værker

### Maleri
- En gammel bøg fra Skodsborg (udstillet 1883)
- Skovparti fra Skodsborg Dyrehave (udstillet 1885)
- Parti fra Høsterkøb, optrækkende uvejr (udstillet 1886)
- Nature morte (pastel, udstillet 1889)
- Parti fra Rungsted Mole (udstillet 1893)

### Forfatterskab
- Skizzer og Fortællinger, 1886.
- (pseudonym: Joachim Becker), Povl Saltern, 1887 (roman).
- Herregaard og Præstegaard, 1891.
- Friluftsliv, 1894.
- En tornefuld Vej, 1896.
- Ved Maalet, 1897.
- Landsbyen Rødved, 1898.
- Paa fremmed Grund, 1899.
- Hverdags-Mennesker, 1900.
- (pseudonym: Jacob Abdal), En Gaade, 1901.
- (pseudonym: Jacob Abdal), Paa Prøve, 1902.
- (pseudonym: Jacob Abdal), I Taage, 1903 (roman).
- Slægtens Arv, 1917.